# L3魚雷
L3魚雷是法國一種採用主動聲納為導引方式的短程魚雷，他可以從水面艦艇或者是潛艇上發射攻擊水下目標。

## 設計特點
L3魚雷由DCN辜斯設計與生產，於1960年開始服役，並且於1968年首次對外公開。總計大約生產600枚。
L3設計上用來對付在水面下速度不超過20節的目標，最大攻擊深度可以達到300公尺，不過在航行過程當中，魚雷俯仰的角度必須維持在+10度到-40度之間。
L3的主動聲納採用32千赫茲的尋標頭，最大追蹤距離為1000公尺，當魚雷抵達預設的位置時，會在30公尺範圍內以蛇形軌跡進行目標搜尋。

## 性能提升
負責生產L3的DCN對使用客戶提供性能提升的套件，包括AS 3尋標頭更換為更先進的AS 15。

## 使用國家
使用L3魚雷的國家包括法國、巴基斯坦、葡萄牙、南非與烏拉圭。法國的水面艦艇一般會同時攜帶短程的L3與長程的L5兩種魚雷，他們都是從壓縮空氣推動的彈射器發射，而不是如同一般的魚雷使用魚雷發射管。

## 性能數據
| 彈體直徑：   | 550毫米                   |
| 彈體長度：   | 4.32公尺                  |
| 重量：       | 910公斤                   |
| 速度／距離： | 25節／5公里               |
| 彈頭重：     | 200公斤HBX-3或者是TNT炸藥 |

## 內部鏈結
- 魚雷
- 潛艇